# Калінувка-Косьцельна
Калінувка-Косьцельна (пол. Kalinówka Kościelna) — село в Польщі, у гміні Книшин Монецького повіту Підляського воєводства.
Населення — 183 особи (2011).
У 1975-1998 роках село належало до Білостоцького воєводства.

## Демографія
Демографічна структура станом на 31 березня 2011 року:
|          | Загалом | Допрацездатний вік | Працездатний вік | Постпрацездатний вік |
| -------- | ------- | ------------------ | ---------------- | -------------------- |
| Чоловіки | 89      | 14                 | 63               | 12                   |
| Жінки    | 94      | 17                 | 54               | 23                   |
| Разом    | 183     | 31                 | 117              | 35                   |